# Erich Mühsam
Erich Mühsam, født 6 april 1878 i Berlin, død 10 juli 1934 i koncentrationslejren Oranienburg ved byen Oranienburg, var en tysk anarkistisk revolutionær og forfatter.
Erich Mühsam publicerede talrige digtsamlinger, teaterstykker, bøger (blandt andet om homoseksualitet og politiske skuespiller. Han blev kendt som forfatter for sine satiriske artikler og digte. Som aktivist deltog han efter 1. verdenskrig i den bayerske rådsrepublik 1919. Han var blandt andet medarbejder i tidskriftet Die Weltbühne.
I februar i 1933 den samme nat som rigsdagsbranden blev han fængslet af nationalsocialisterne, ikke i første omgang som en person af jødisk herkomst, men mere som en som venstreradikal meningsmodstander. Kort tid efter blev han overført til den nyoprettede koncentrationslejr, hvor han halvtandet år senere blev myrdet af vagtmandskabet. Alt som fandtes tilgængeligt af ham på de tyske biblioteker, politiske skrifter, skuespil og digte, blev brændt under nazisternes bogbrændinger over hele Tyskland i foråret og sommeren 1933.
Mühsam er ophavsmanden til ordet "revoluzzer".

## Ungdom og uddannelse (1878 til ca. 1900)
Mühsam blev født i Berlin som søn af et jødiske forældre og voksede op i Lübeck. Han havde to søskende, Margarethe og Charlotte Landau-Mühsam, og en broder Hans Mühsam. Faderen Siegfried Mühsam var apoteker og var fra 1887 til 1915 byrådsmedlem i Lübecks byråd. Han gik på gymnasiet "Humanistische Gymnasium Katharineum zu Lübeck".
Allerede i elveårsalderen begyndte han at skrive dyrefabler. Som femtenårig optrådte han som satirisk klovn i det lokale cirkus.
Den 11. januar 1896 blev Erich på grund af „socialdemokratiske aktiviteter“ forvist fra skolen.. 1896 forlod han gymnasiet med en realeksamen. I Lübeck gennemførte han en apotekerlær.

## Vandreår, Münchnentiden, Novemberrevolution, Rådsrepublik (1901 til 1919)
1901 flyttede Mühsam til Berlin, hvor han først arbejdede som apoteker. Her boede han i et pensionsværelse i Augsburger Straße lige bag ved Kurfürstendamm, sammen med sin samlever forfatteren Johannes Nohl (1882-1963). Her mødte han flere forfattere.
Fra 1902 til 1904 var han redaktør ved de to anarkistiske tidsskrifter Der arme Teufel og Der Weckruf. I den tid havde han kontakt til den anarkistiske-kommunistiske Kommune "Neue Gemeinschaft (1900-1904); og forfatterforeningen "Die Kommenden". Fra 1904 til 1908 var han på vandring med ophold i Zürich, Ascona, Norditalien, München, Wien og Paris, sammen med Johannes Nohl.
Siden 1909 boede han i bydelen Schwabing i München. Her grundlagde han den anarkistiske gruppe "Tat". 1910 blev Mühsam anholdt og anklaget for at være medlem af en ulovlig forening, men blev frikendt. I Schwabinger miljøet var han venner med Heinrich Mann, Fanny zu Reventlow og mange andre. Mühsam var medarbejder ved forskellige satiriske tidskrifter. Von 1911 til 1919 udgav han i München tidsskriftet "Kain", som handlede om menneskelighed, men ikke under den 1. verdenskrig fra 1914 til 1918, Mühsam skrev: „I denne tide, hvor det drejer sig om alles skæbne, er det ikke noget væsentligt og intet som angår et tidsskrift for menneskelighed.
Den 15. september 1915 giftede han sig med Kreszentia Elfinger 1884-1962), kaldt Zenzl, som bragte sønnen Siegfried med i ægteskabet.
1918 blev Mühsam anholdt for at have deltaget i ulovlige politiske aktiviteter og for at have nægtet at deltage i „Vaterländischen Hilfsdienst“, og blev dømt til seks måneders fængsel.
I forbindelse med Novemberrevolutionen blev han i München i slutningen af 1918 medlem af Det Revolutionære Arbejderråd og støttede efter afsættelsen af kongen og dannelsen af en demokratisk rådsrepublik i Bayern. Efter mordet på Bayerns ministerpræsident Kurt Eisner (1867-1918), var han fra den 7. april 1919 sammen med blandt andre Ernst Toller og Gustav Landauer anfører i den første fase af dannelsen af Den bayerske rådsrepublik. Den 13. april 1919 blev Erich Mühsam sammen med andre medlemmer af rådsrepublikkens centralråd anholdt og fængslet..Efter at rådsrepublikken den 2. maj 1919 blev nedkæmpet af Reichswehr og det højrenationalistiske frikorpsforbund, dømte man Mühsam som „et drivende element“ til 15 års fængsel.